# OR51B2
OR51B2 (англ. Olfactory receptor family 51 subfamily B member 2 (gene/pseudogene)) – білок, який кодується однойменним геном, розташованим у людей на короткому плечі 11-ї хромосоми. Довжина поліпептидного ланцюга білка становить 312 амінокислот, а молекулярна маса — 35 373.
| 10         |  | 20         |  | 30         |  | 40         |  | 50         |
| ---------- |  | ---------- |  | ---------- |  | ---------- |  | ---------- |
| MWPNITAAPF |  | LLTGFPGLEA |  | AHHWISIPFF |  | AVYVCILLGN |  | GMLLYLIKHD |
| HSLHEPMYYF |  | LTMLAGTDLM |  | VTLTTMPTVM |  | GILWVNHREI |  | SSVGCFLQAY |
| FIHSLSVVES |  | GSLLAMAYDC |  | FIAIRNPLRY |  | ASILTNTRVI |  | ALGVGVFLRG |
| FVSILPVILR |  | LFSFSYCKSH |  | VITRAFCLHQ |  | EIMRLACADI |  | TFNRLYPVIL |
| ISLTIFLDCL |  | IILFSYILIL |  | NTVIGIASGE |  | ERAKALNTCI |  | SHISCVLIFY |
| VTVMGLTFIY |  | RFGKNVPEVV |  | HIIMSYIYFL |  | FPPLMNPVIY |  | SIKTKQIQYG |
| IIRLLSKHRF |  | SS         |  |            |  |            |  |            |

A: Аланін

C: Цистеїн

D: Аспарагінова кислота

E: Глутамінова кислота

F: Фенілаланін

G: Гліцин

H: Гістидин

I: Ізолейцин

K: Лізин

L: Лейцин

M: Метіонін

N: Аспарагін

P: Пролін

Q: Глутамін

R: Аргінін

S: Серин

T: Треонін

V: Валін

W: Триптофан

Кодований геном білок за функціями належить до рецепторів, g-білокспряжених рецепторів, білків внутрішньоклітинного сигналінгу. 
Локалізований у клітинній мембрані, мембрані.